# رينوفتسي
رينوفتسي (بالبلغارية: Райновци)‏ قرية تقع إدارياً ضمن بلدية غابروفو ‏ في بلغاريا. ويبلغ عدد سكانها 112 نسمة حسب تعداد 15 مارس 2015. تعتمد رينوفتسي للبريد على الرمز البريدي 5347.